# Badia di Santa Maria della Neve
La badia di Santa Maria della Neve, nota anche come badia di Torrechiara, è un'abbazia benedettina rinascimentale, con annessa chiesa tardo-romanica, situata in via Badia 28 a Torrechiara, frazione di Langhirano, in provincia e diocesi di Parma.

## Storia
L'abbazia, dotata fin dalle origini di una chiesa con campanile, di un chiostro con dormitorio e refettorio, di un giardino con orto, di un piccolo cimitero e di altri servizi destinati a circa venti monaci, fu edificata sul luogo di un preesistente oratorio romanico a partire dal 1471, per volere del conte Pier Maria II de' Rossi; quest'ultimo avviò il cantiere in seguito all'accordo con i benedettini della congregazione di Santa Giustina da Padova, ai quali al termine dei lavori sarebbero state cedute la nuova abbazia di Santa Maria della Neve e l'abbazia di San Giovanni Evangelista di Parma, di cui era abate commendatario il figlio ventiquattrenne Ugolino, in cambio del pensionamento di quest'ultimo.
Agli inizi del 1473, quando la costruzione doveva essere già a buon punto, Pier Maria ne chiese l'approvazione al papa Sisto IV, che il 12 aprile ne diede l'autorizzazione con una bolla diretta all'arciprete del duomo di Parma Ilario Anselmi; quest'ultimo il 15 giugno celebrò ufficialmente l'erezione canonica dell'abbazia e le assegnò alcune terre della zona fino ad allora appartenenti al monastero di Parma; anche le figlie di Pier Maria donarono alcuni beni al costruendo edificio.
Nel 1475 il nuovo convento fu affidato alla guida dell'abate Basilio Rossi, cugino di Pier Maria, ma la solenne cerimonia di consacrazione della chiesa e delle cappelle avvenne solo tra il 6 e il 7 giugno del 1479, ad opera dell'abate Bernardo della basilica di Santa Giustina di Padova.
Nel 1491 l'abbazia di Torrechiara fu unita a quella di Parma e ne divenne una dipendenza, per volere del capitolo generale dell'ordine cassinese.
Il 21 novembre del 1551, durante la guerra di Parma che oppose il duca di Parma Ottavio Farnese, appoggiato dal re di Francia Enrico II, e il papa Giulio III, aizzato dal governatore di Milano Ferrante I Gonzaga, alleato dell'imperatore Carlo V d'Asburgo, le truppe ducali attaccarono vittoriosamente il castello di Torrechiara, occupato dal capitano imperiale Ascanio Comneno; nel corso della battaglia, a causa della vicinanza con l'accampamento nemico, l'abbazia fu data alle fiamme e parzialmente distrutta. I lavori di ristrutturazione furono avviati dai monaci negli anni seguenti.
Nel 1621 fu costruita la sagrestia in adiacenza alla chiesa e al campanile, che fu sopraelevato con l'aggiunta della cella campanaria.
Tra la fine del XVII secolo e la metà del XVIII fu edificato il piccolo Belvedere affacciato sul torrente Parma; nello stesso periodo furono inoltre decorati ad affresco gli interni del luogo di culto. Tra il 1779 e il 1781 fu realizzato anche lo scalone con l'accesso porticato al giardino posteriore verso il Belvedere.
Nel 1810, in seguito alla soppressione napoleonica degli ordini religiosi, l'abbazia fu confiscata dal governo e affittata a privati, come testimoniato dal dettagliato atto di consegna del 24 settembre del 1814. Tuttavia, dopo la Restaurazione, la nuova duchessa di Parma Maria Luigia restituì nel 1816 la struttura ai benedettini.
Il convento fu nuovamente incamerato dal Demanio per Regio Decreto del 7 luglio del 1866; nel 1870 gli arredi, gli oggetti e le proprietà immobiliari furono messi all'asta; l'abbazia fu acquistata dal monaco benedettino Ildebrando Dell'Oro per conto dell'abate Pietro Casaretto, che ottenne un prestito da suor Maria Lucrezia Zileri dal Verme, seconda fondatrice della congregazione delle suore orsoline missionarie del Sacro Cuore di Gesù; la madre superiora ottenne in cambio, oltre all'estinzione del debito, che avvenne nel 1878, anche l'uso della struttura per 20 anni quale residenza estiva dell'ordine, con sede a Parma nel palazzo centrale. Solo alla fine del 1889 ai benedettini fu quindi possibile rientrare in possesso dell'abbazia.
Durante la prima guerra mondiale, dalla metà del dicembre del 1917 alla fine di febbraio del 1918, l'edificio fu occupato dalle truppe italiane che lo adibirono a caserma; al termine del conflitto i monaci risistemarono la struttura.
Nel corso della seconda guerra mondiale l'abbazia ospitò libri rari e preziosi provenienti da varie biblioteche emiliane, tra cui la Bibbia di Borso d'Este, e diversi oggetti artistici, per preservarli dai bombardamenti aerei sulle città.
Nel dopoguerra il numero di monaci iniziò a calare; per evitare il declino, nei decenni seguenti fu costituito il "Gruppo degli amici della Badia" e furono avviati nel 1978 i primi lavori di risistemazione del complesso, ove trovò spazio anche un laboratorio apistico utilizzato dai monaci per la produzione di creme e tisane. Altri interventi furono intrapresi a partire dal 1983, quando un forte terremoto colpì la zona.
Nel 2005, col contributo della Fondazione Cassa di Risparmio di Parma e Piacenza, furono restaurati il Belvedere, il chiostro e la foresteria, ove furono realizzati 25 posti letto aperti agli ospiti esterni.
Nel 2012, sempre su finanziamento della Fondazione, il complesso fu nuovamente sottoposto a lavori di recupero, che interessarono la chiesa, la facciata sud del monastero e due sale affrescate del piano terreno.

## Descrizione

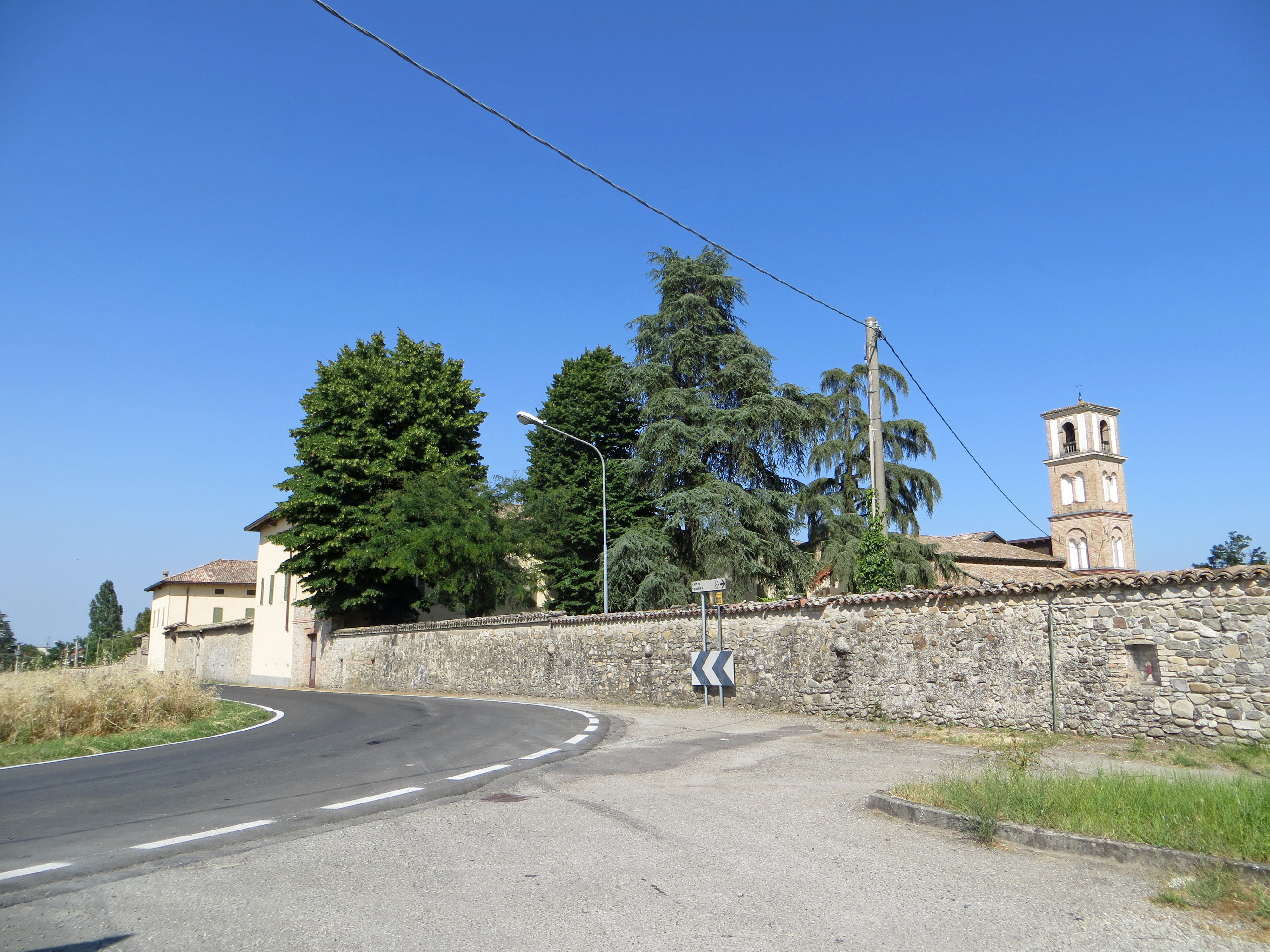
Esterno del complesso abbaziale

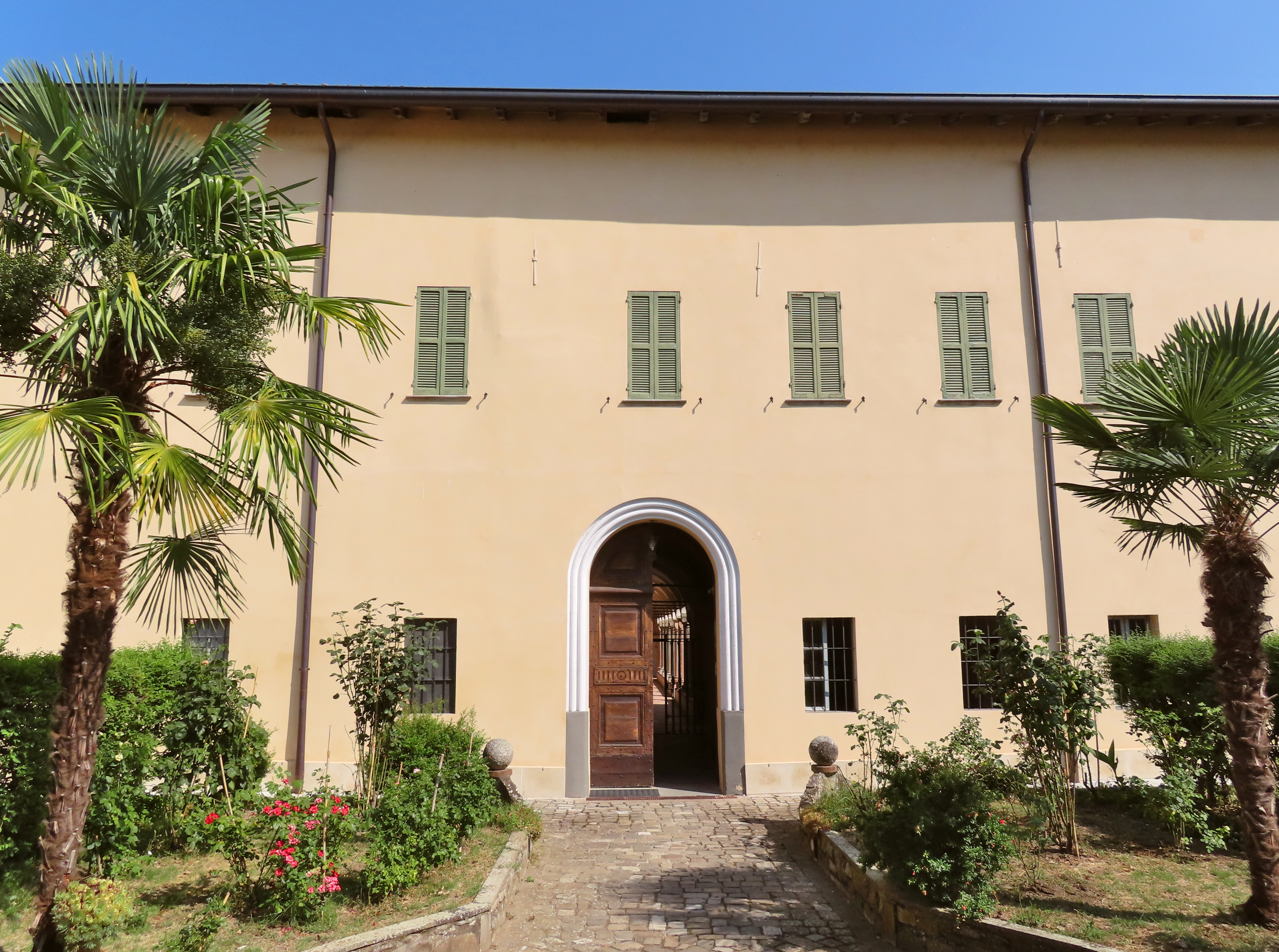
Facciata dell'abbazia

L'abbazia si articola attorno al chiostro quadriporticato, raggiungibile attraverso il cortile d'ingresso occidentale affiancato da due ali a destra e sinistra; a meridione è posta la chiesa preceduta dal lungo e stretto sagrato, con accesso indipendente dall'esterno; a sud-est del complesso è collocato sul margine della scarpata del torrente Parma il piccolo Belvedere.

### Chiesa di Santa Maria della Neve

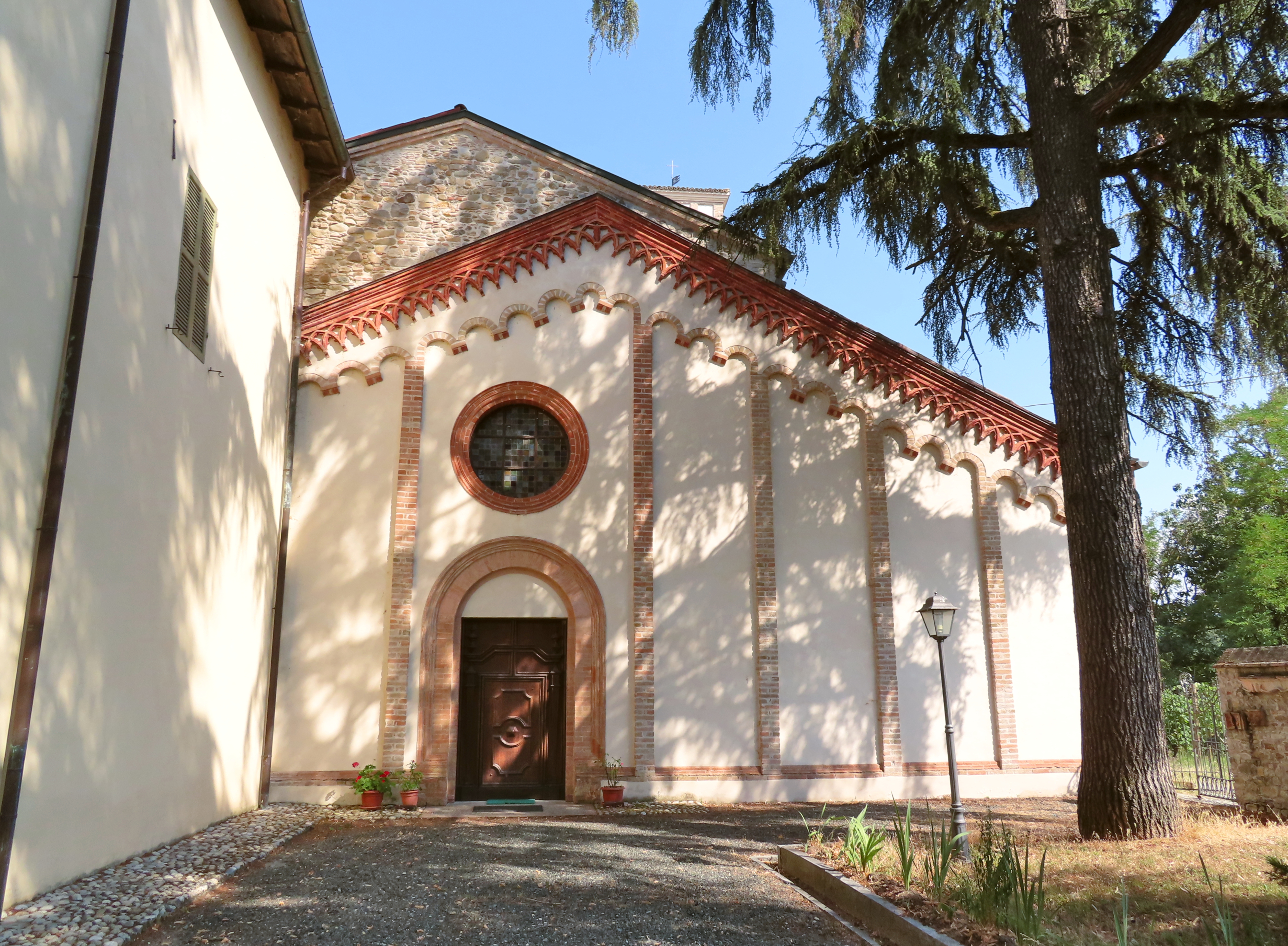
Facciata della chiesa

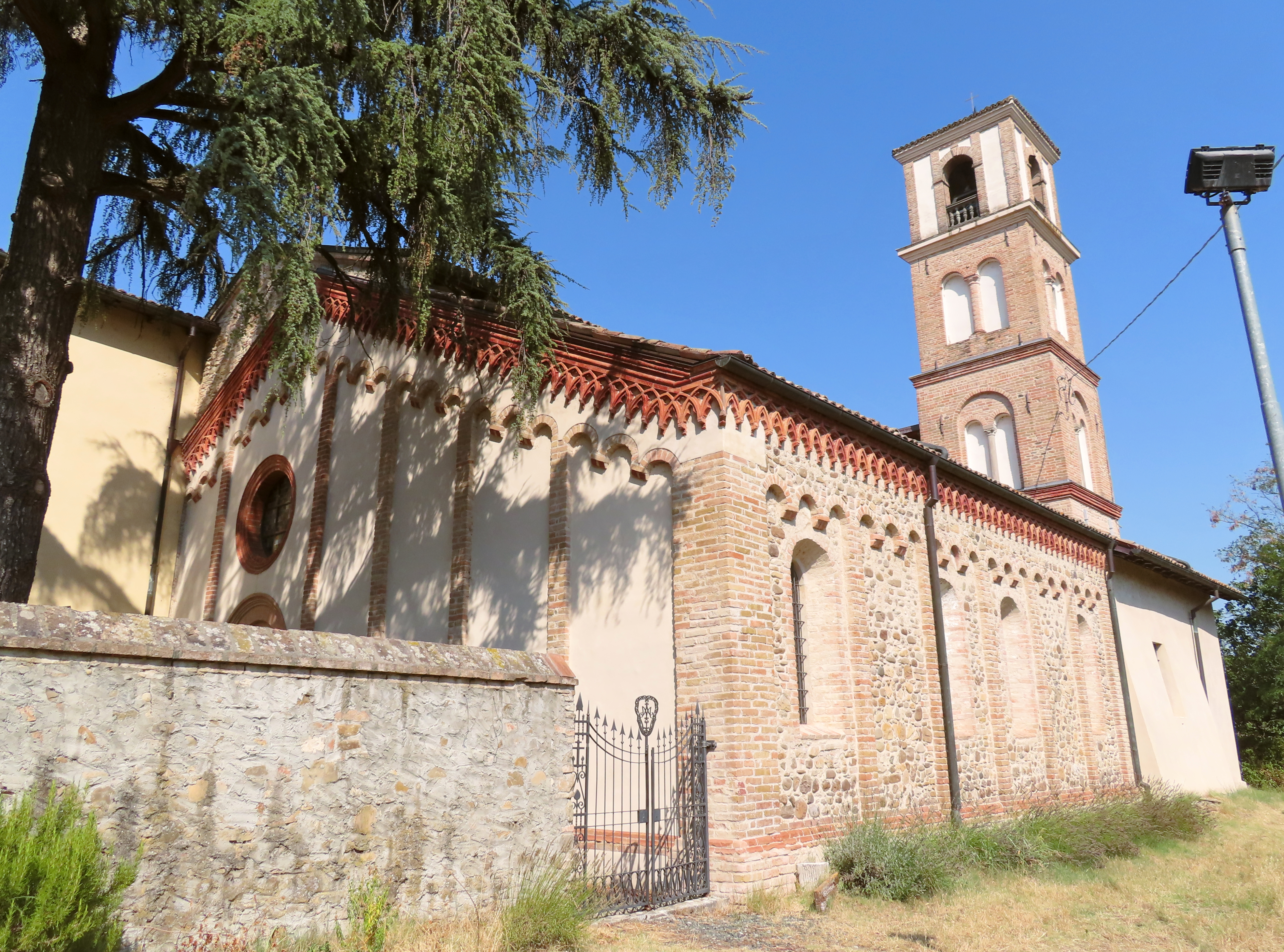
Facciata e lato sud della chiesa

La chiesa tardo-romanica si sviluppa su una pianta a navata unica affiancata da due cappelle e dalla sagrestia a sud, con ingresso a ovest e presbiterio a est.
L'insolita facciata a capanna, parzialmente intonacata, è caratterizzata dall'asimmetricità della decorazione e della posizione dell'ingresso, decentrato sia rispetto al culmine del tetto, posto più a nord, sia rispetto alla cuspide del doppio motivo ad archetti pensili e intrecciati in cotto, collocata più a sud; il portale d'accesso, centrato con la navata interna, è affiancato da una cornice ad arco a tutto sesto in laterizio e sormontato da un ampio rosone. Ai lati si elevano asimmetricamente alcune sottili lesene in mattoni; la bassa estremità sud è ornata con una larga parasta in mattoni; in sommità, oltre la decorazione, il prospetto è rivestito in pietra.
Il fianco libero a sud, sopravvissuto alla ricostruzione dell'originario oratorio romanico, è rivestito in pietra e suddiviso verticalmente da lesene, che scandiscono alcune monofore strombate ad arco a tutto sesto; in sommità si sviluppa, in continuità con la facciata, una fascia ad archetti pensili, preesistente alla riedificazione quattrocentesca, in occasione della quale la muratura fu sopraelevata con l'aggiunta di una seconda decorazione ad archetti intrecciati in cotto.

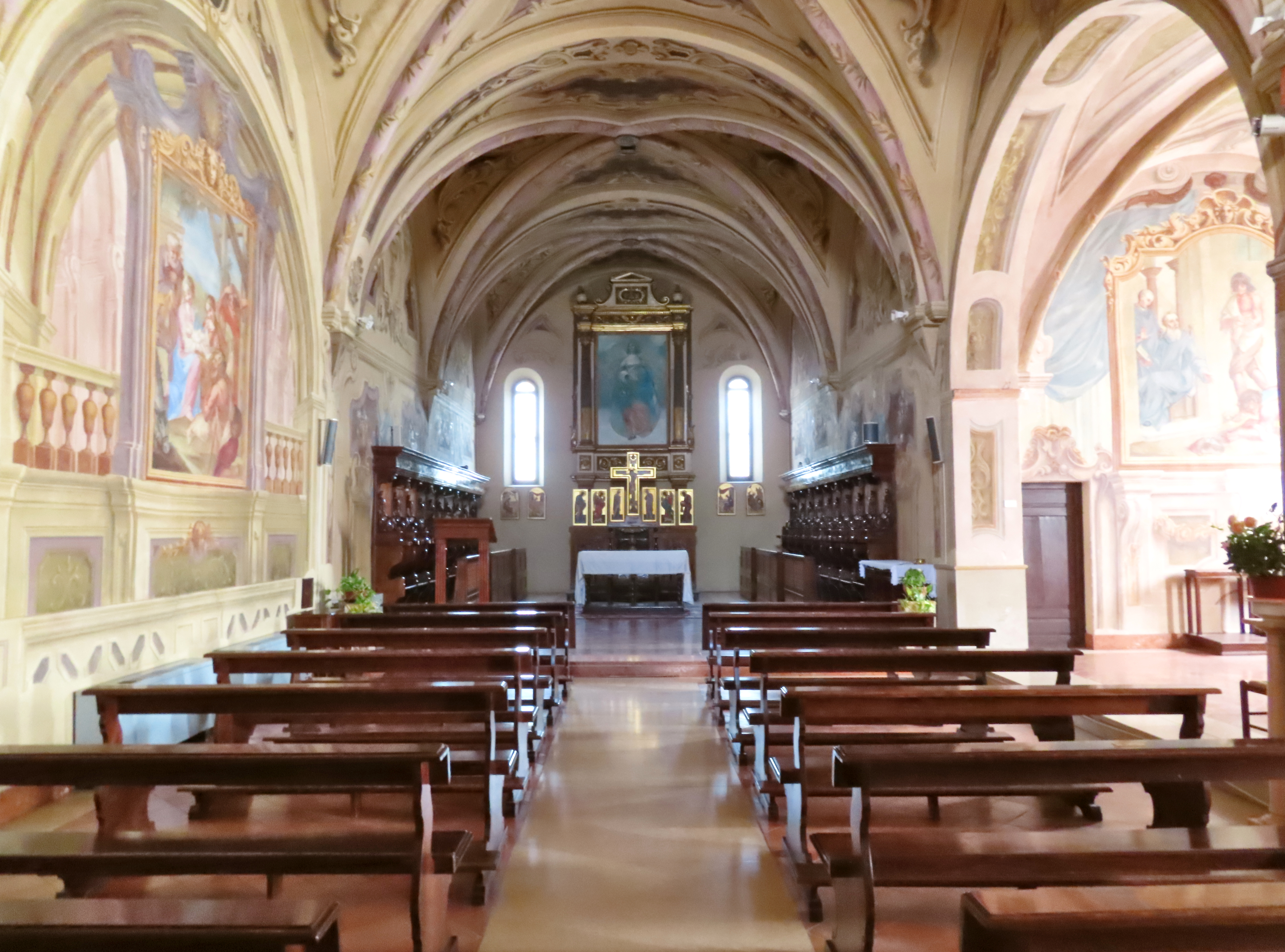
Navata

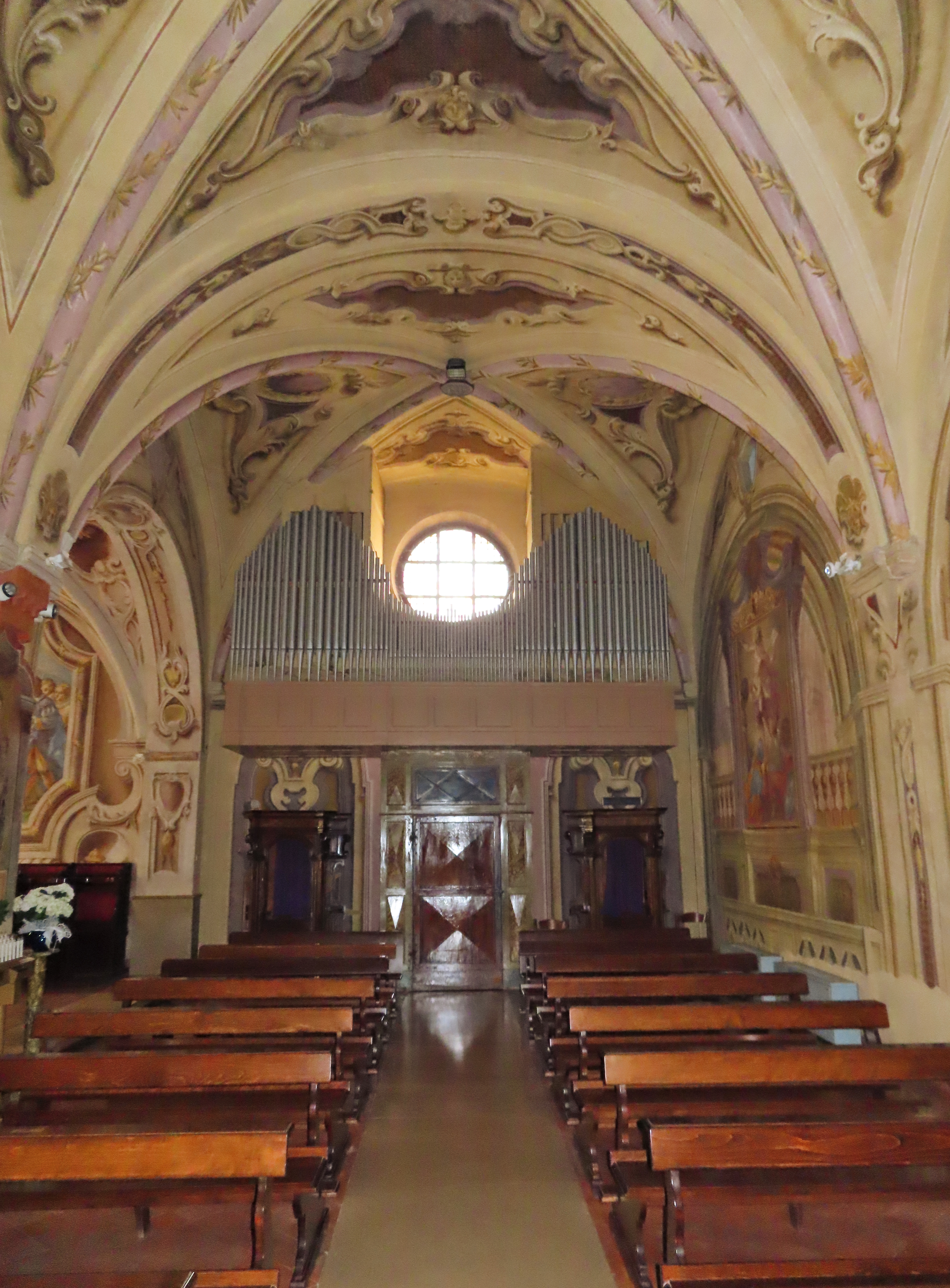
Controfacciata

All'estremità sud-est, si innalza sopra al tetto il campanile in laterizio, suddiviso in tre distinti ordini; i primi due livelli presentano su ogni lato bifore tamponate ad arco a tutto sesto, separate da colonnine in pietra; la cella campanaria superiore, aggiunta nel 1621, si affaccia sulle fronti attraverso aperture ad arco, delimitate da lesene in mattoni.
All'interno la navata è coperta da una serie di volte a crociera con costoloni, decorate con affreschi realizzati probabilmente dal pittore Giuseppe Carpi nella prima metà del XVIII secolo. Il fianco sinistro, adiacente al chiostro, è ornato con dipinti settecenteschi raffiguranti finte architetture e cornici, contenenti la Resurrezione di Cristo e l'Adorazione dei pastori, attribuiti a Giovanni Battista Merano, a Clemente Ruta o, più attendibilmente, a Giovanni Bolla e Pietro Rubini.
Il presbiterio, coperto anch'esso da volte a crociera costolonate, è decorato sul soffitto e sulle volte con affreschi analoghi alla navata; i dipinti parietali, comprendenti due medaglioni con le effigi di San Benedetto e Santa Scolastica, sono parzialmente coperti dal coro ligneo del 2001, i cui stalli intarsiati sono ornati con scritte in varie lingue e vedute delle abbazie di Parma e di Torrechiara.
Sul fondo due alte monofore ad arco a tutto sesto delimitano l'ancona centrale seicentesca, arricchita da due colonne corinzie a sostegno della trabeazione con fastigio barocco; al suo interno si staglia la pala raffigurante la Madonna della Neve, dipinta nel 1984 dal pittore Luigi Tessoni.

#### Cappelle laterali

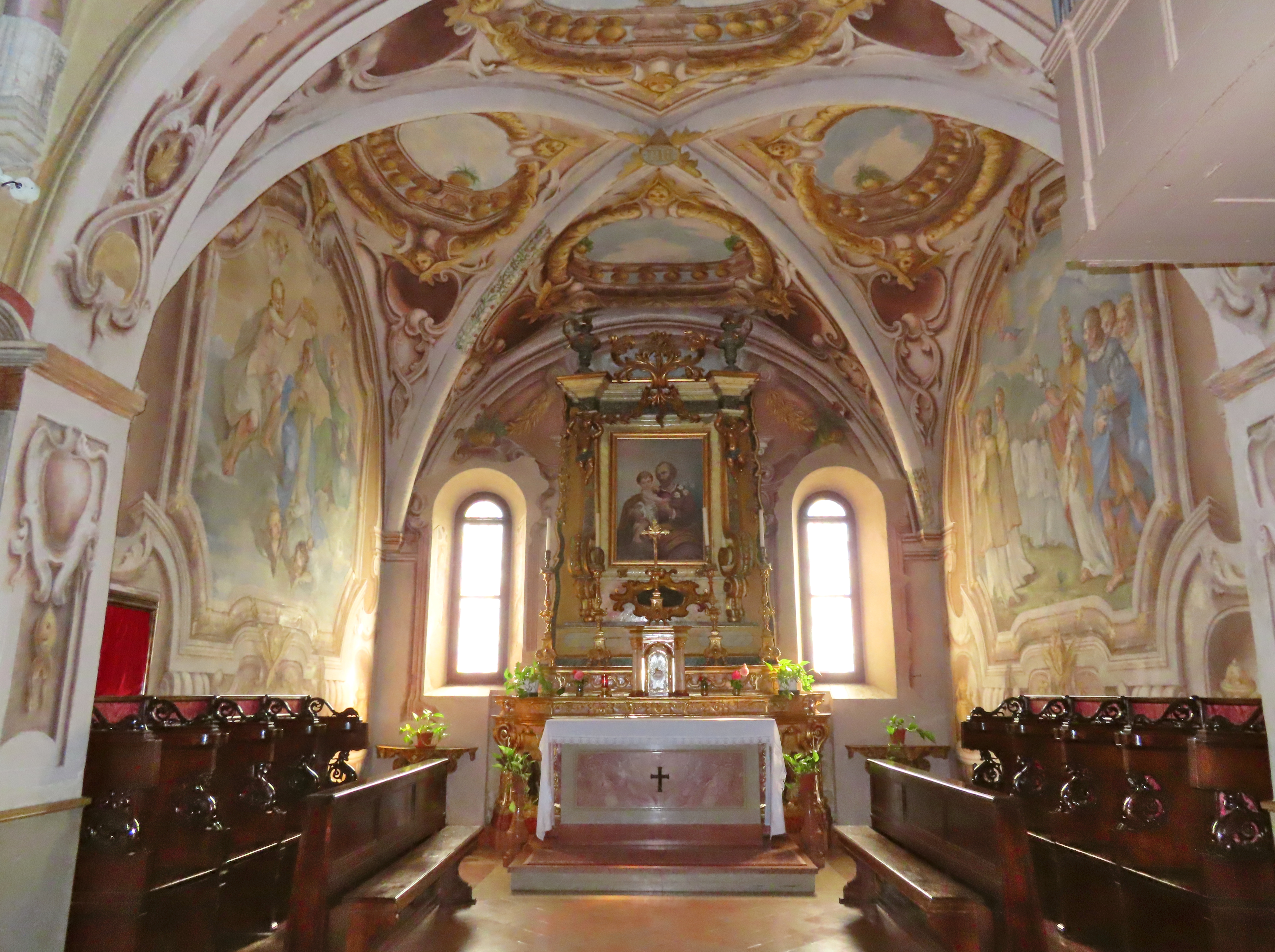
Cappella di San Giuseppe

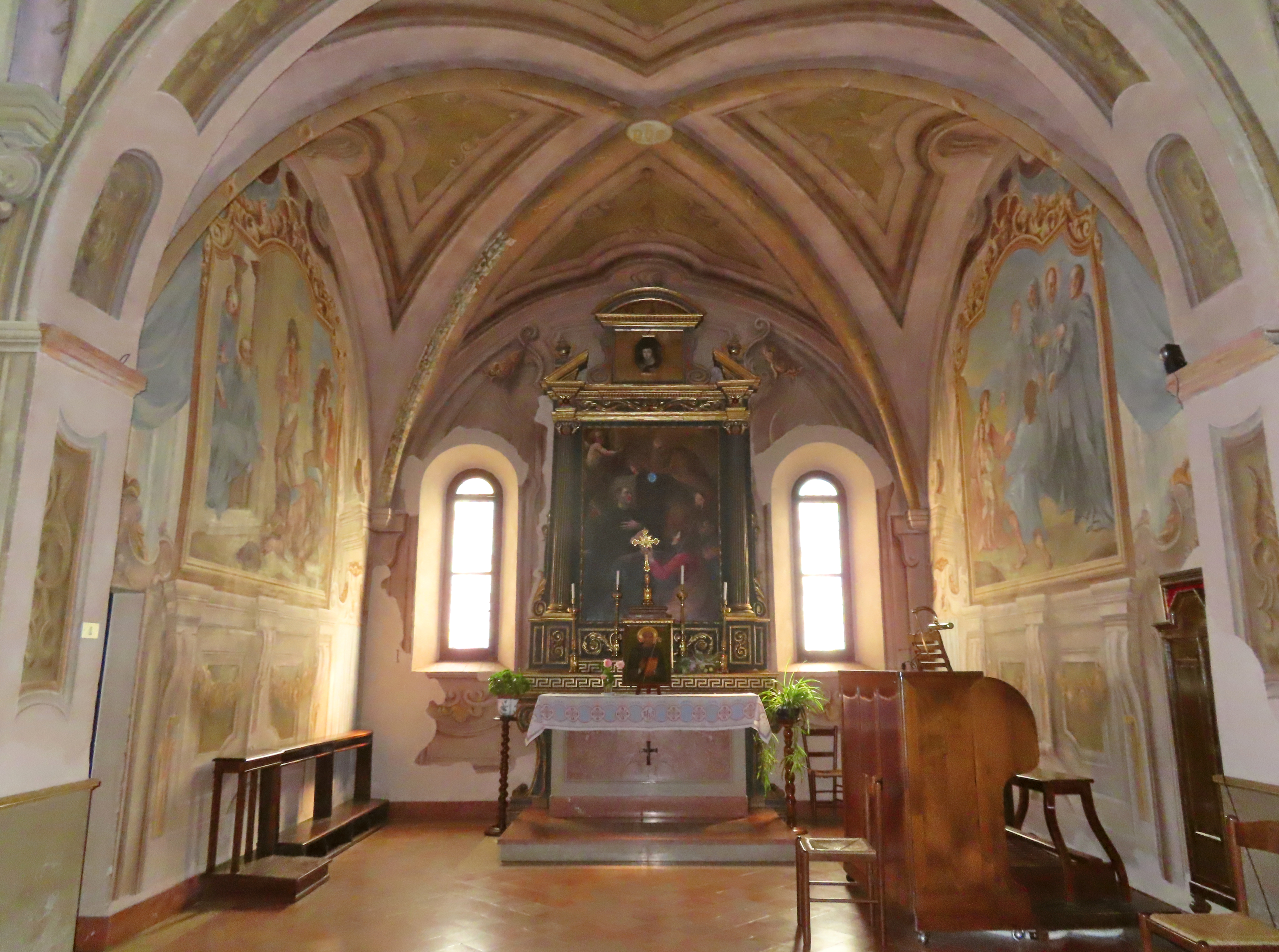
Cappella di San Mauro

La prima cappella, intitolata a san Giuseppe, è coperta da una volta a crociera con costoloni, interamente decorata, come le pareti, da affreschi realizzati agli inizi del XVIII secolo da Giuseppe Carpi; i dipinti rappresentano una serie di finte architetture e, al centro delle due pareti laterali, il Miracolo della Madonna della neve e l'Incoronazione trinitaria di Maria. Al centro si innalza il settecentesco altare maggiore della chiesa in legno intagliato e dorato, ivi collocato dopo il Concilio Vaticano II; sul retro si staglia l'ancona barocca, arricchita da putti.
Il breve tratto di muro della navata posto tra le due cappelle è ornato con l'affresco tardo quattrocentesco raffigurante la Madonna in trono col Bambino, attribuito al pittore Francesco Tacconi.
La seconda cappella, intitolata a san Mauro, è coperta come la precedente da una volta a crociera con costoloni, interamente decorata, come le pareti, da affreschi realizzati agli inizi del XVIII secolo da Giuseppe Carpi; i dipinti rappresentano una serie di finte architetture e, al centro delle due pareti laterali, un Miracolo di San Mauro e una Scena della vita di san Benedetto. Al centro l'ancona lignea tardo cinquecentesca, ornata nella cimasa con l'effigie di Santa Scolastica, contiene la pala raffigurante San Benedetto che appare a san Mauro, attribuita al pittore seicentesco Emilio Taruffi.

#### Locali annessi

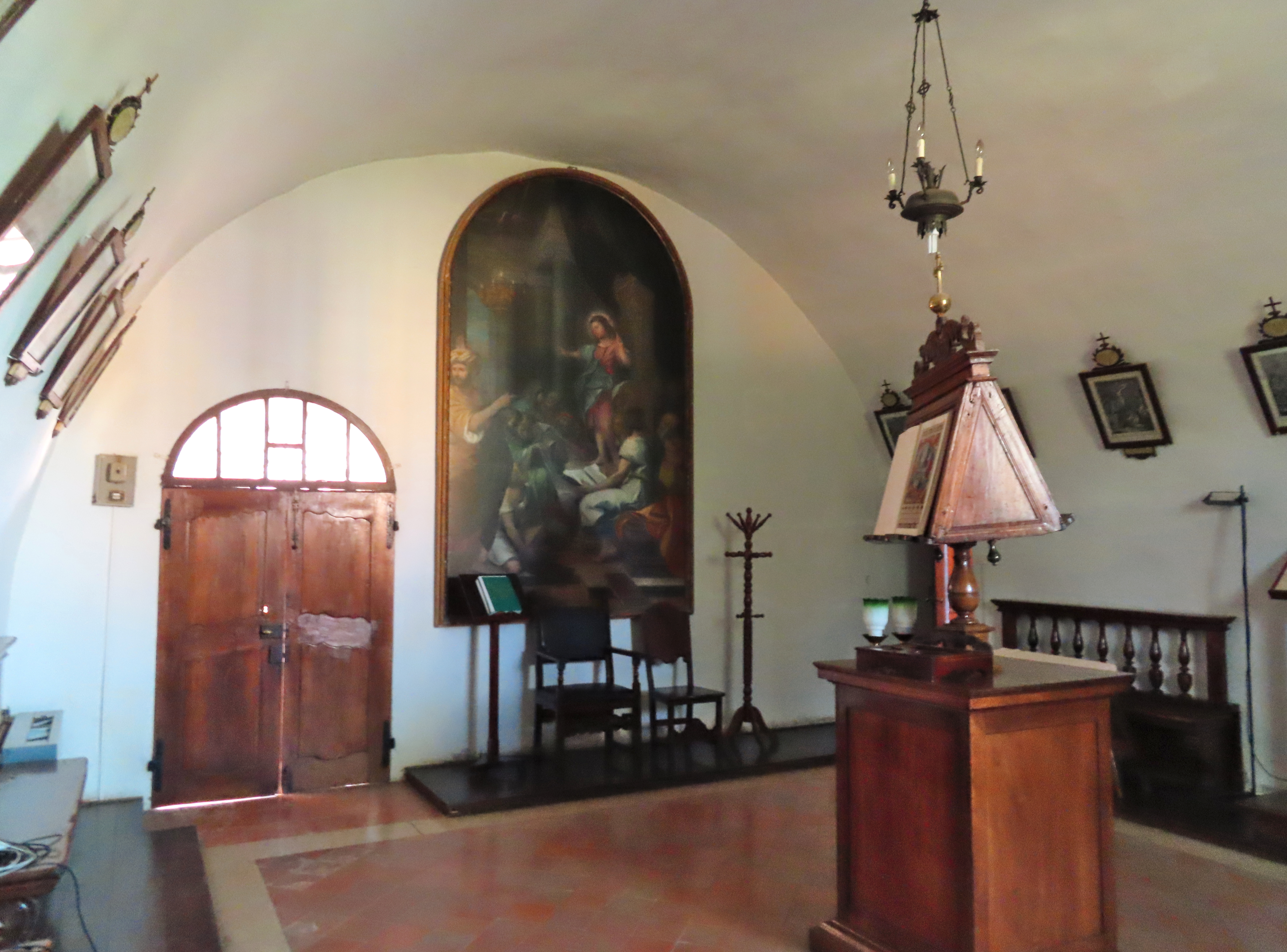
Saletta del catechismo

La sagrestia del 1621, posta alla destra del presbiterio, ospita una copia della Madonna di San Girolamo del Correggio, dipinta alla fine del XVI secolo; l'ambiente conserva inoltre un lavabo risalente agli inizi dello stesso secolo.
La saletta del catechismo, posta alla sinistra del presbiterio, ospita un grande dipinto raffigurante Gesù che disputa nel tempio tra i dottori, realizzato dal pittore Mauro Oddi tra il 1670 e il 1680 per l'abbazia di San Giovanni di Parma.

### Chiostro

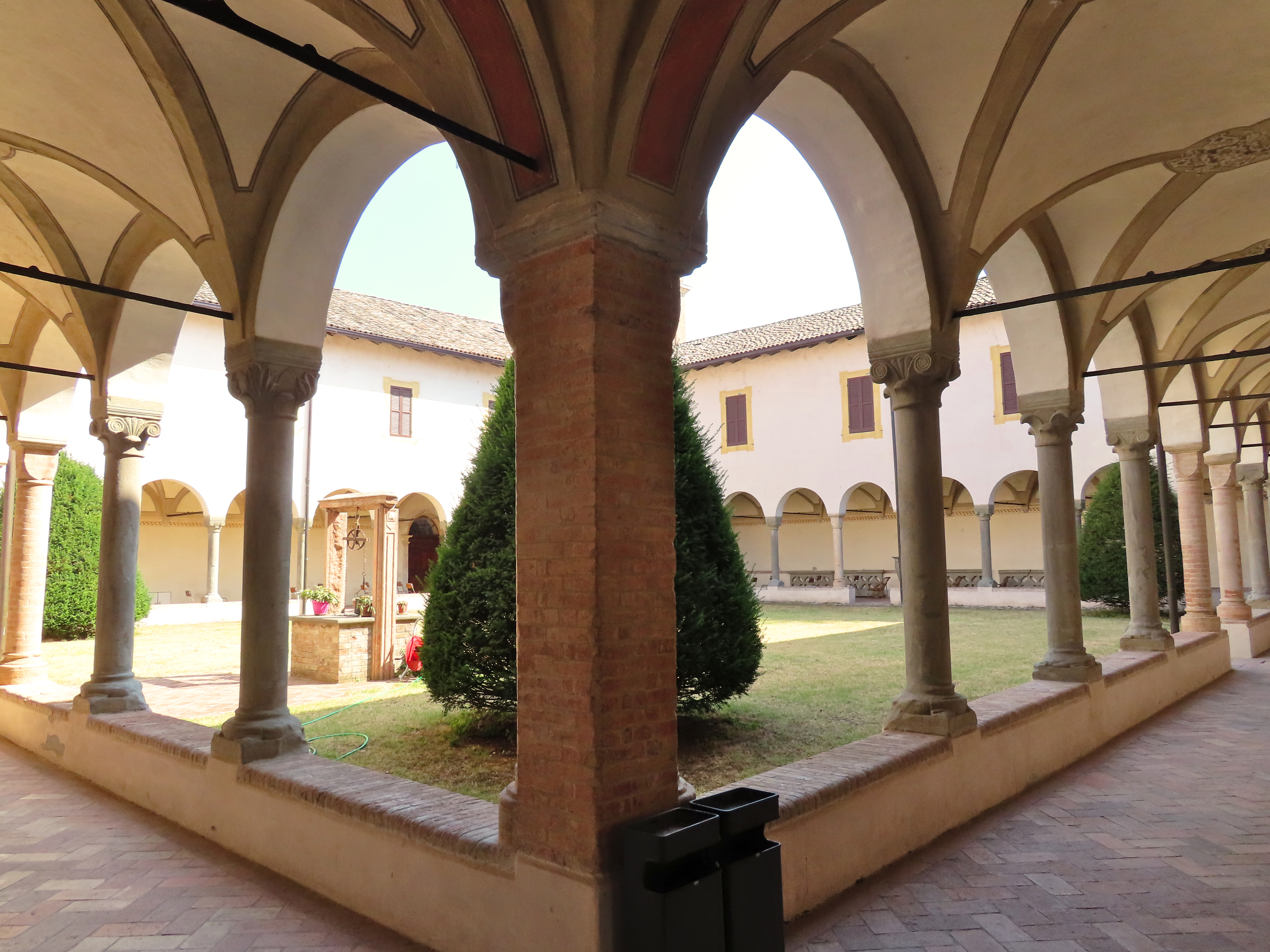
Angolo nord-ovest del portico del chiostro

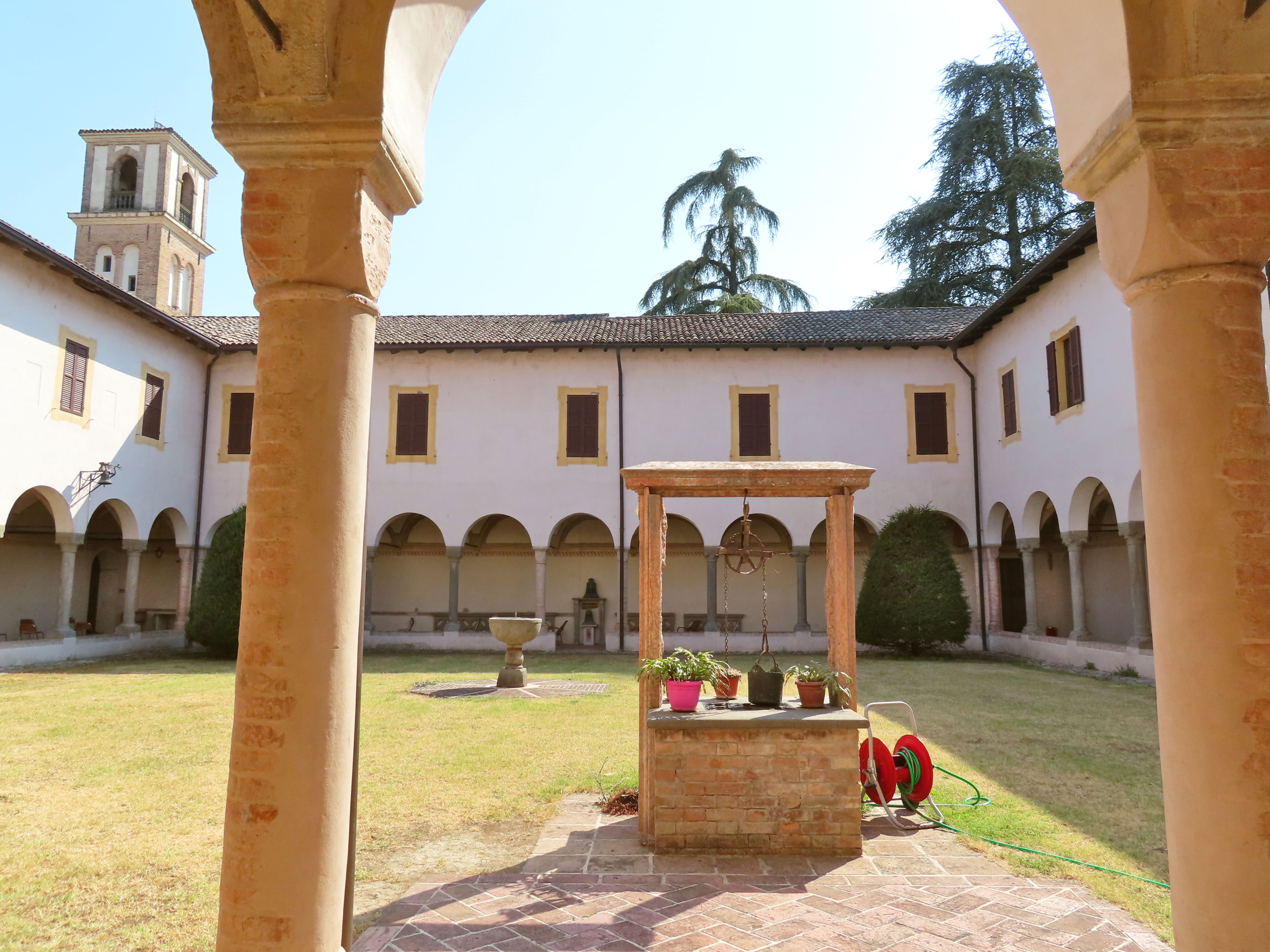
Lato sud del chiostro e pozzo

Il chiostro rinascimentale si sviluppa su una pianta quadrata ed è circondato da quadriportico.
Al centro della corte è collocato un fonte battesimale in arenaria d'epoca medievale, mentre decentrato verso nord si trova il pozzo con sostegni in pietra rossa di reimpiego.
Lungo il perimetro si elevano 10 colonne per lato, di cui le due centrali in laterizio coronate da capitelli a cubo scantonato e le altre in arenaria coronate da capitelli lotiformi, a sostegno delle arcate a tutto sesto del porticato, coperto da una serie di volte a crociera decorate con affreschi. Al primo piano si aprono alcune finestre delimitate da cornici dipinte; sulla fronte nord è inoltre collocata una meridiana, su cui campeggia la scritta in lingua latina Tempus breve est.

#### Lato sud
Il lato adiacente alla chiesa ospita la campana in bronzo del 1472, commissionata al maestro Antonio da Pier Maria II de' Rossi; sull'oggetto campeggiano le scritte Petrus Maria de Rubeis Co. Bercetii f.f. MCCCCLXXII e, accanto, Christus vincit, Christus regnat, Christus imperat. Antonius f..
In corrispondenza dello spigolo orientale si apre la porta di comunicazione con la saletta del catechismo, mentre dell'antico portale d'accesso diretto al luogo di culto rimane solo il portale tamponato risalente al 1543.

#### Lato ovest

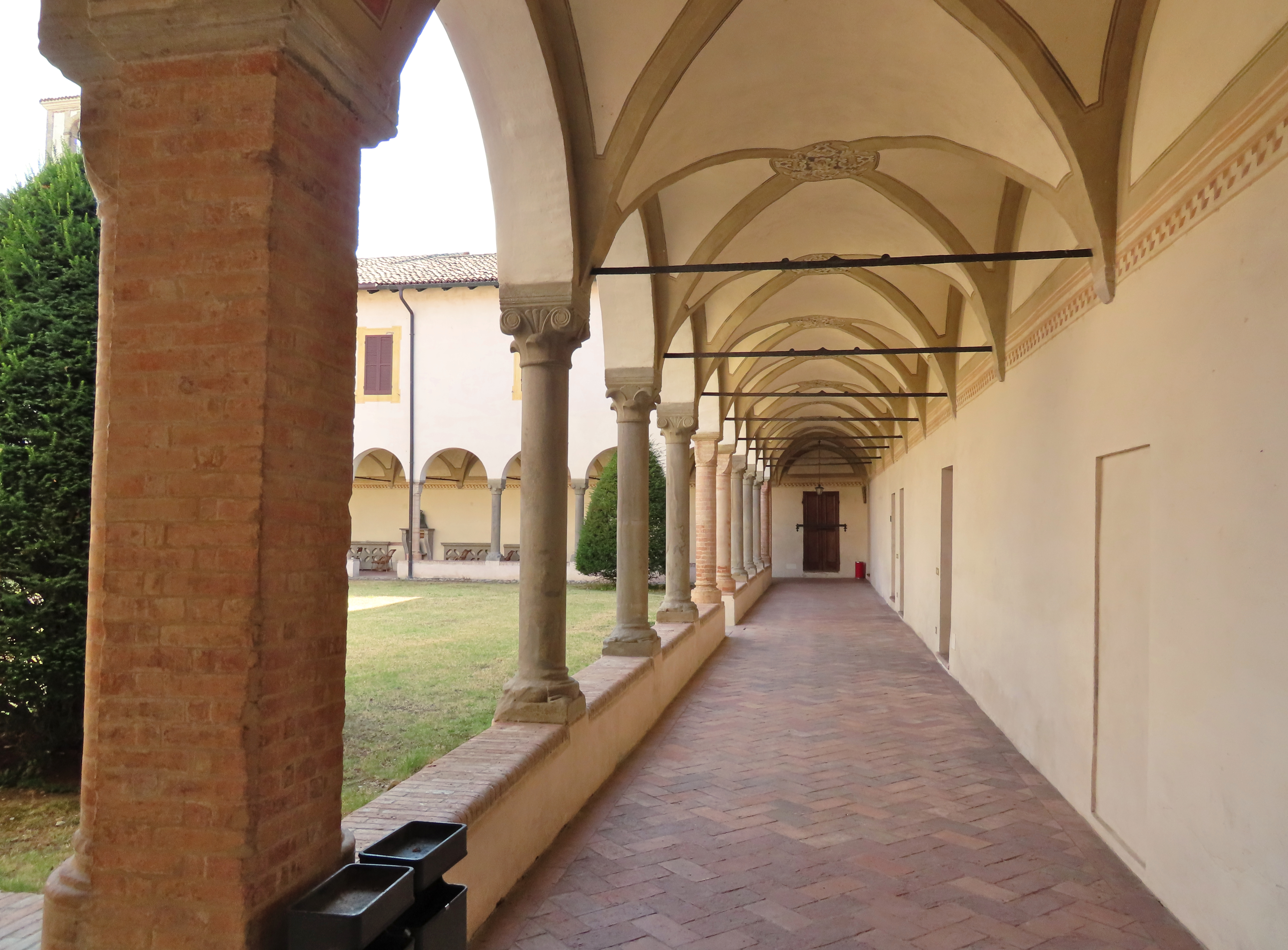
Portico ovest del chiostro

Il lato d'ingresso principale dà accesso anche a tre ambienti, in parte restaurati nel 2012, che ospitano il piccolo museo della badia, ove sono conservati alcuni paramenti sacri, arredi liturgici, vasellame e oggetti della civiltà contadina.
La prima sala, in origine adibita a portineria, è coperta da una volta a vela e decorata un affresco raffigurante la Madonna con Bambino in mandorla, attribuito a Francesco Tacconi.
Il secondo ambiente, detto anche sala Rondani, conserva solo alcune tracce del fregio raffigurante Fanciulletti che conducono una capra al sacrificio, alcuni dei quali tengono in mano una rondine, affrescato da Francesco Maria Rondani nella prima metà del XVI secolo; il dipinto fu danneggiato irrimediabilmente da un incendio, ma parzialmente recuperato durante i restauri.
La terza sala, coperta da volta a botte, è decorata con affreschi risalenti alla seconda metà del XVI secolo; i dipinti si sviluppano lungo la sommità delle pareti, ove una fascia ritrae una serie di Giovani che suonano diversi strumenti, sul muro d'ingresso, ove all'interno della lunetta sottesa dalla volta è rappresentato San Luca col bue, su quello opposto, ove sono raffigurate due distinte scene con giocatori di carte e alla morra, e al centro del soffitto, ove è riprodotto un grande Cristo portacroce.

#### Lato nord

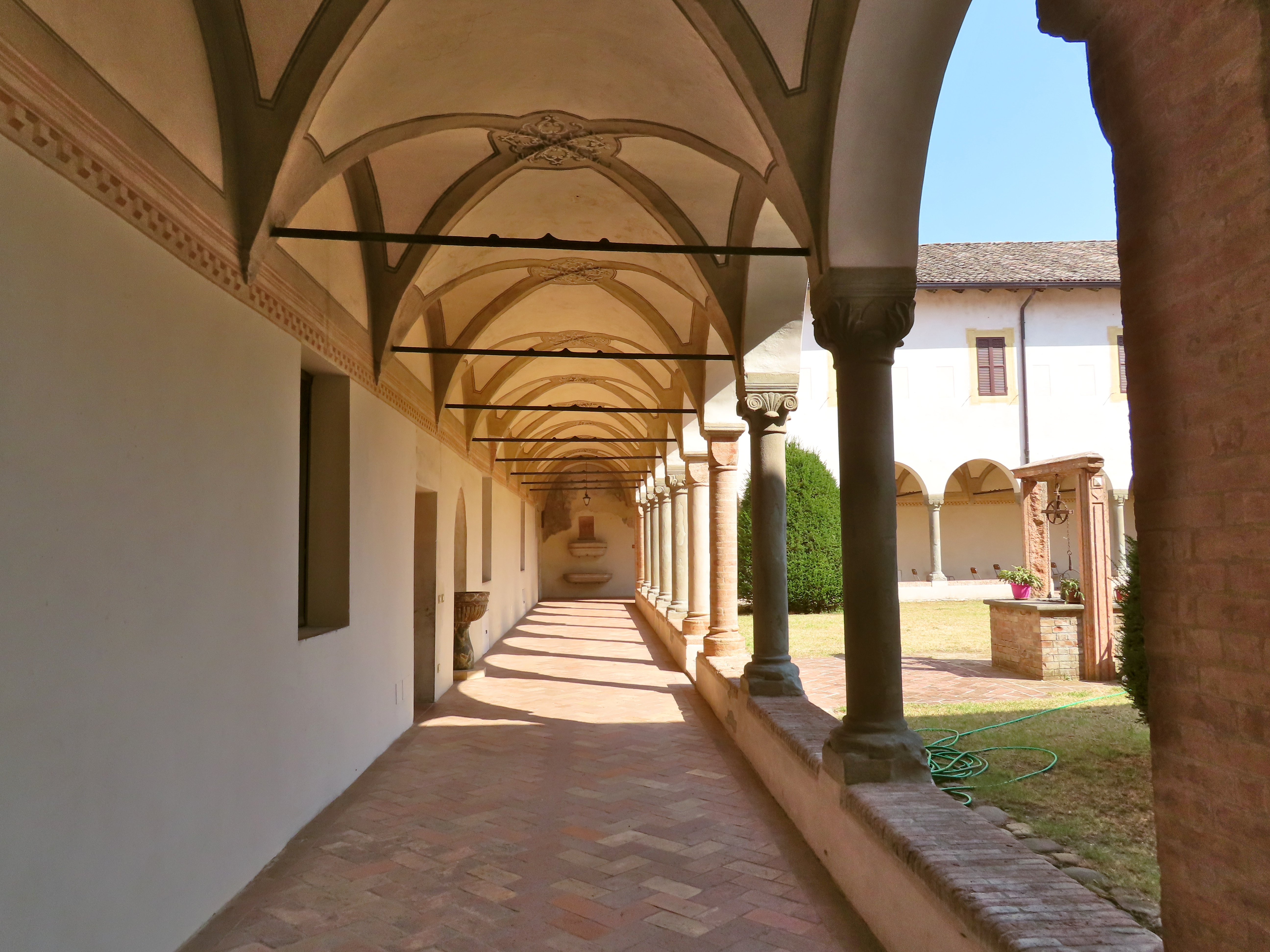
Portico nord del chiostro

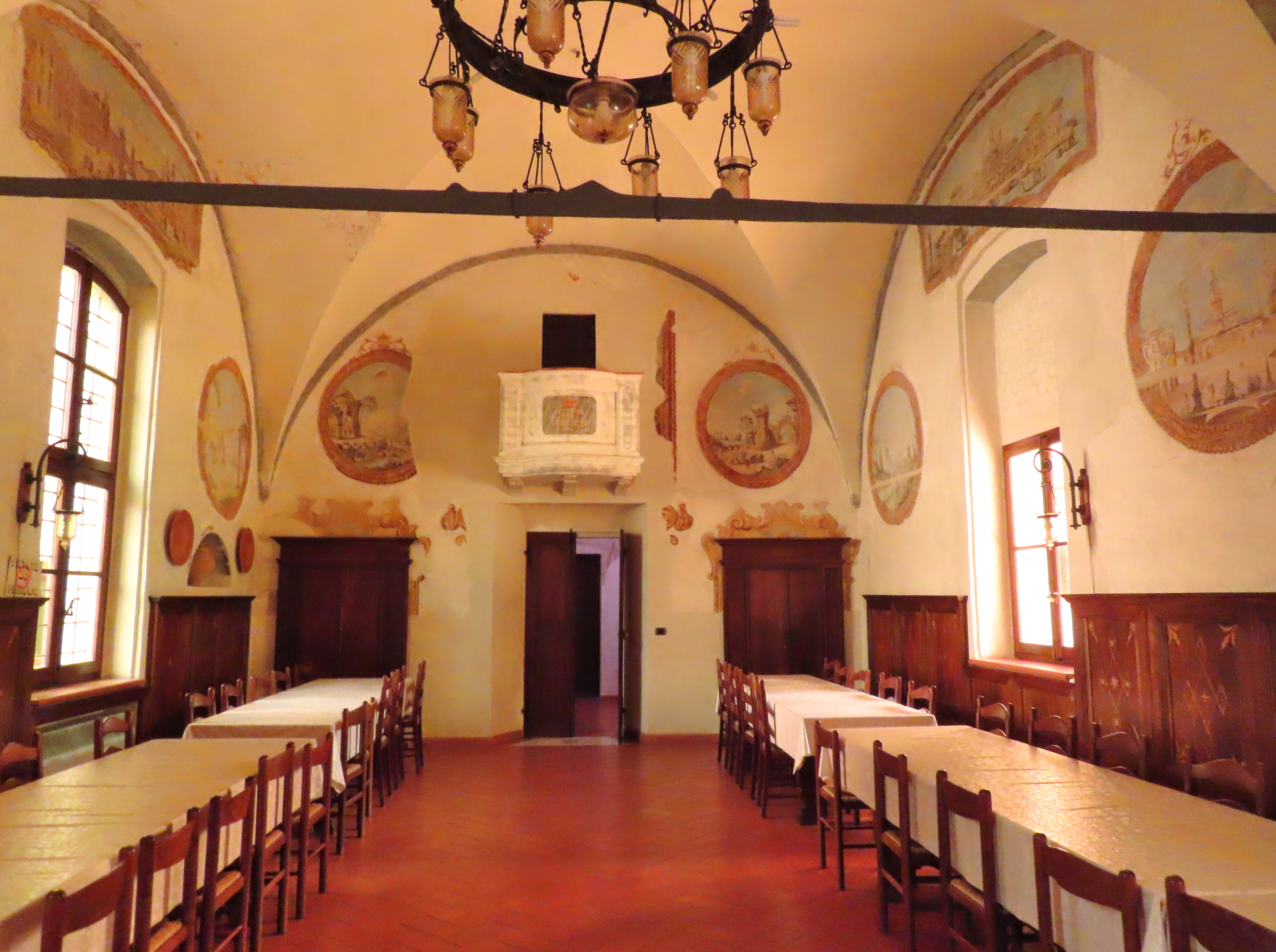
Refettorio

Il lato settentrionale si apre sulla cucina e sul refettorio, coperto da volte a crociera; l'ambiente è ornato con affreschi settecenteschi raffiguranti 18 vedute di luoghi reali, scene mitologiche e rovine; una delle pareti conserva alcune tracce di scritte quattrocentesche.
In adiacenza è collocata la sala degli Uccelli, la cui volta di copertura è ornata con i resti degli affreschi cinquecenteschi, raffiguranti un cielo con numerose specie di uccelli in volo.

#### Lato est

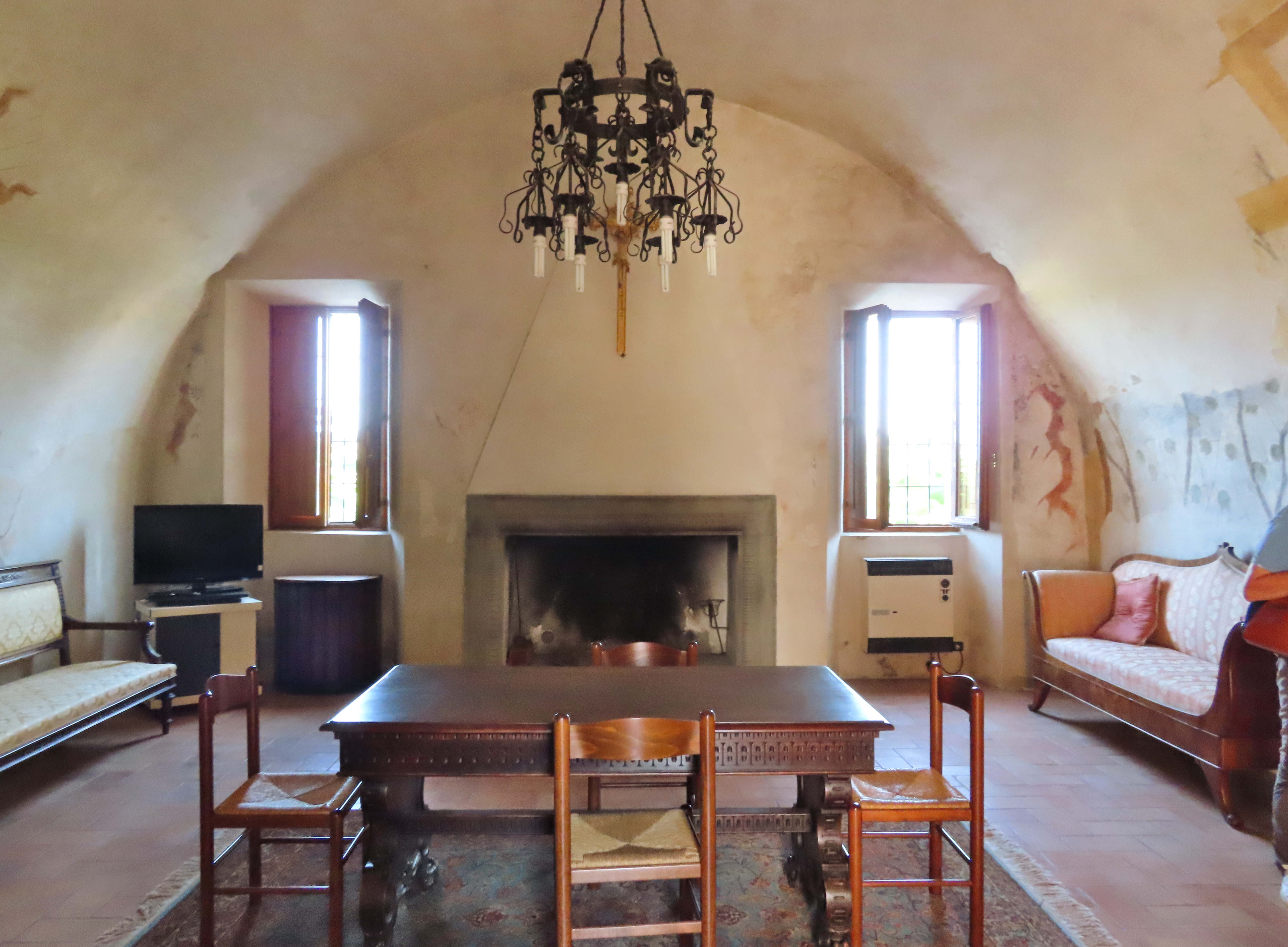
Sala del Fuoco

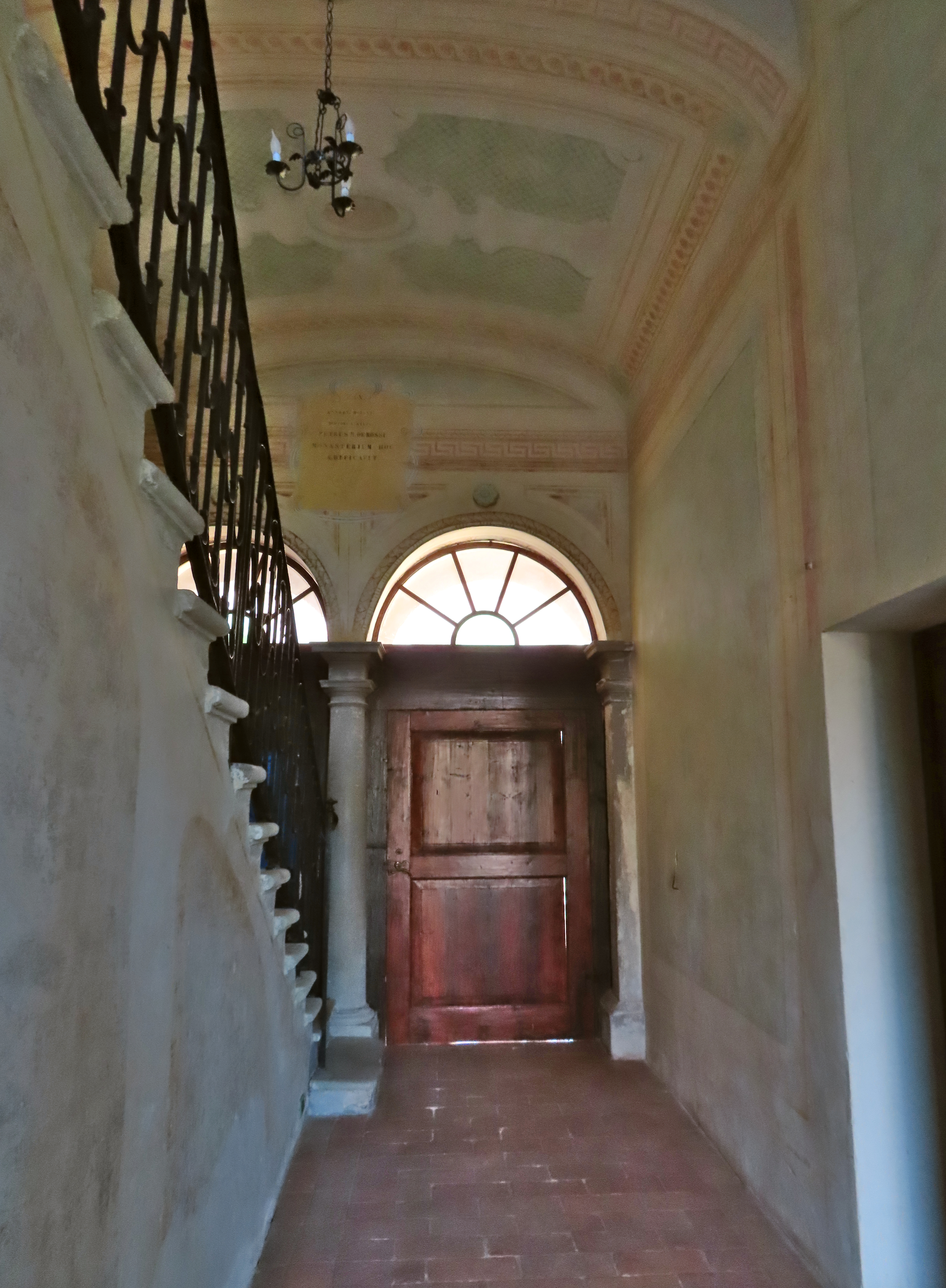
Vano scala

Il lato orientale ospita un lavabo quattrocentesco in stile rinascimentale, su cui è collocata una coeva formella in terracotta decorata con un bassorilievo raffigurante la Flagellazione.
Sul portico si affaccia la sala del Fuoco, che conserva un grande camino in arenaria risalente al XVI secolo.
In adiacenza è posta l'ampia sala del Capitolo, coperta da una volta a padiglione; le lunette parietali sono decorate su tre lati con una serie di affreschi seicenteschi raffiguranti le Storie di Sansone, mentre quelle del muro di fondo sono dipinte con le rappresentazioni di Davide e Golia e di Tobia.
Sul portico si apre infine il vano scala, che dà accesso anche al giardino posteriore.

### Belvedere

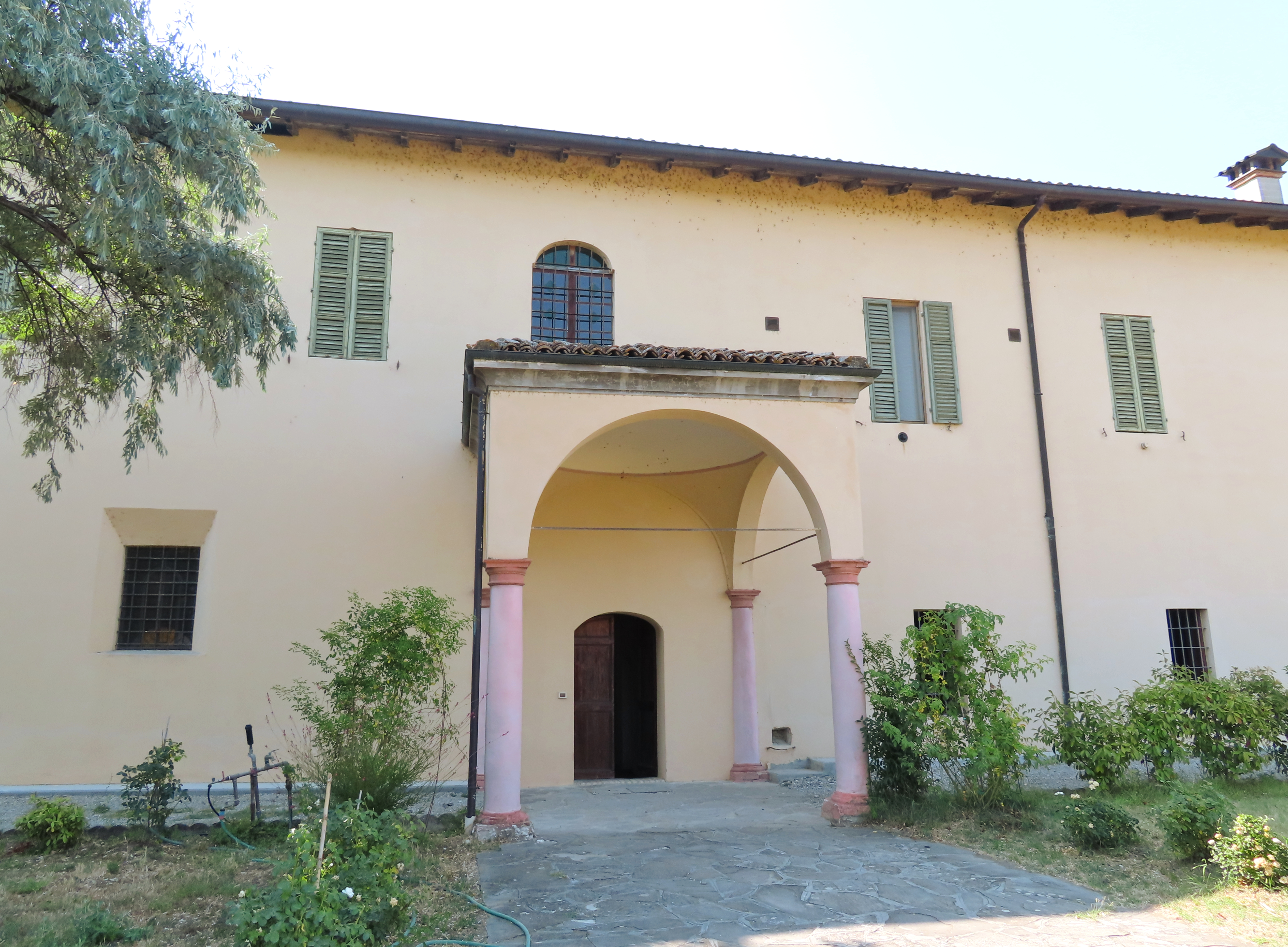
Facciata posteriore dell'abbazia

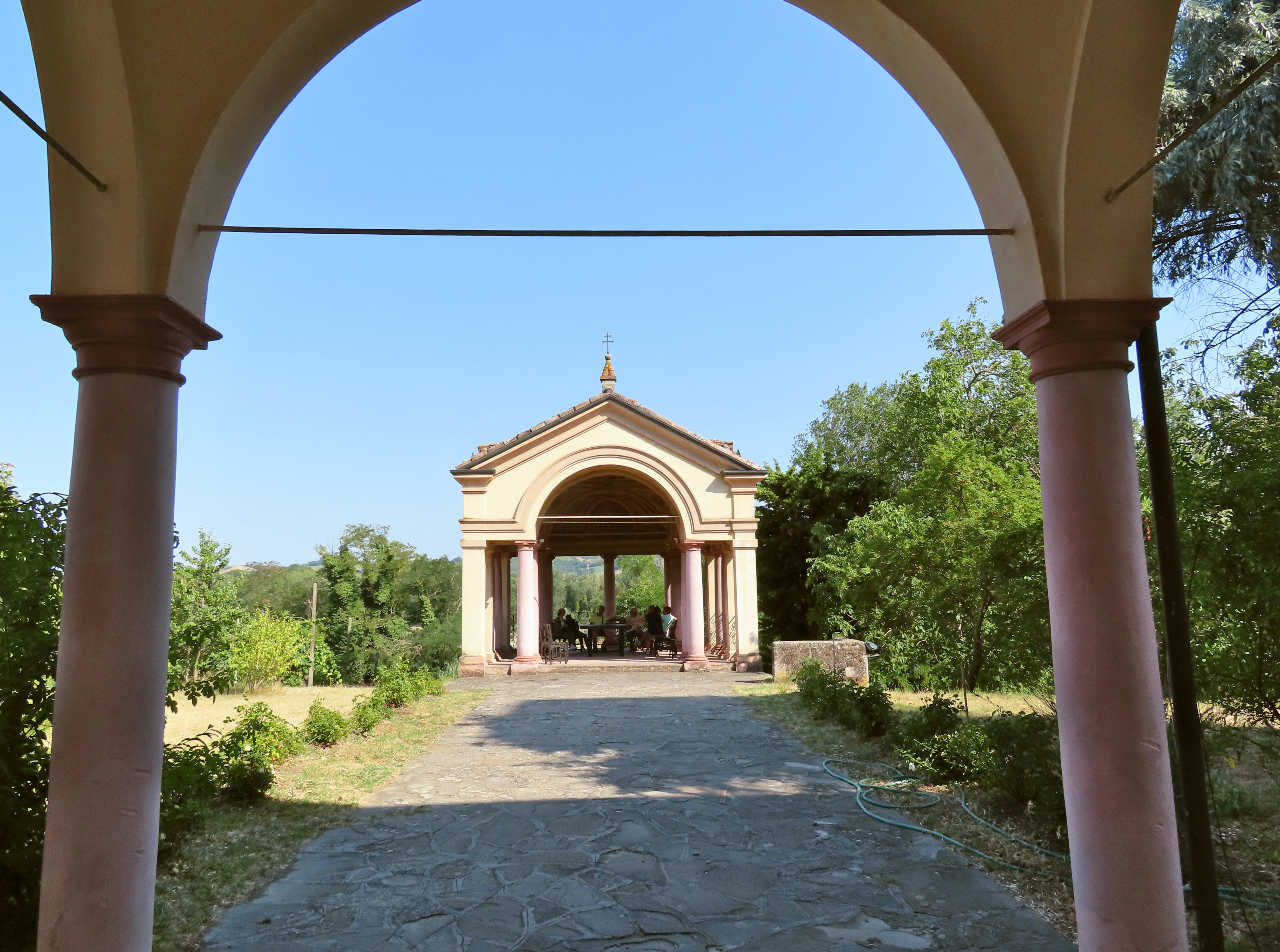
Belvedere

Il piccolo portico del lato orientale dell'abbazia si apre verso il torrente Parma, sulla cui scarpata si erge, su un massiccio contrafforte aggiunto dopo il 1814, il Belvedere panoramico settecentesco, dai tratti scenograficamente barocchi ma già linearmente neoclassici.
Il piccolo edificio si sviluppa su una pianta quadrata absidata a oriente, con ambulacro retto da colonne con capitelli dorici sui lati sud, est e nord, chiusi da una balaustra in ferro battuto. Il prospetto ovest è caratterizzato dalla serliana d'accesso, sostenuta da due pilastri alle estremità e due colonne al centro; nel mezzo si staglia un'ampia arcata a tutto sesto con cornice modanata, sormontata dal frontone triangolare di coronamento.
La copertura interna è interamente decorata con affreschi, rappresentanti, sulle lunette laterali, due finte finestre con paesaggi, sul catino absidale, una balaustra con una dama affacciata e, sulla cupola, un'altra balaustra circolare con alcune figure e putti. I dipinti furono realizzati da un ignoto pittore settecentesco, forse Pietro Rubini.